# Andrzej Mułkowski
Andrzej Mułkowski (ur. 3 listopada 1943, zm. 2 maja 2006) – polski wokalista big-bitowy, lider zespołu Pięć Linii.

## Życiorys
W styczniu 1965 roku wokalista był jednym z założycieli gdańskiego zespołu big-bitowego Pięć Linii, z którym związany był między innymi Seweryn Krajewski. W ciągu swojej dwuletniej działalności, trwającej do stycznia 1967 roku, zespół odnotował między innymi występ na „Koncercie Młodości” odbywającym się w ramach IV Krajowego Festiwalu Polskiej Piosenki w Opolu, granie do tańca w sopockim Non Stopie (lipiec/sierpień 1966) uwiecznione w filmie krótkometrażowym „Brezentowe niebo” oraz dwa mini-albumy, wydane w 1966 nakładem wydawnictw Pronit i Muza. Grupa dotarła także do finału Wiosennego Festiwalu Muzyki Nastolatków w Gdańsku. Andrzej Mułkowski był również współautorem utworu Długo się znamy z repertuaru zespołu Polanie.
Zmarł 2 maja 2006 i został pochowany na Cmentarzu Łostowickim w Gdańsku.